# Веттерхун
Веттерхун, или голландский водяной спаниель (нидерл. wetterhoun), — порода охотничьих собак, выведенная в XVII веке в Нидерландах для охоты преимущественно на выдру. Очень редкая, встречается практически только у себя на родине. Её представители прекрасно плавают и умеют нырять.

## История породы
Веттерхун происходит от старинных водяных собак и, предположительно, имеет общего предка с водяными спаниелями и английскими водяными собаками. Некогда очень популярная в провинции Фрисланд охота на выдру подтолкнула местных охотников к созданию сильной и злобной собаки, способной в одиночку вступить в схватку с этим зверем. Кроме того, она должна была преодолевать любые препятствия и заросли, а также без труда длительное время находиться в воде. Со временем этот вид охоты стал редким и веттерхунов начали применять в утиной охоте, для которой он, будучи отличным апортировщиком, прекрасно подходит.
Впервые эта порода была официально зарегистрирована в 1942 году, а спустя пять лет в Голландии основан клуб её любителей. В 1959 году веттерхун признан Международной кинологической федерацией (FCI) и отнесён к группе ретриверов, спаниелей и водяных собак. В 2006 году признан американским Объединённым клубом собаководства (UKC), по классификации которого причислен к группе подружейных собак.

## Внешний вид
Среднего размера собака квадратного формата, крепкого телосложения, с плотно прилегающей кожей.
Голова сухая и крепкая, пропорциональна туловищу. Соотношение длины черепа к длине морды — 1:1. Череп слегка округлён, при этом создаётся впечатление, что его ширина превышает длину. Переход ото лба к морде плавный. Мочка носа крупная, с открытыми ноздрями, её цвет должен гармонировать с окрасом собаки. Спинка носа прямая. Губы плотно прилегают. Глаза овальные, средних размеров, различных оттенков коричневого цвета, в зависимости от окраса. Уши высоко посажены, средней длины, висячие, плотно прилегают к голове, покрыты вьющейся шерстью. Зубы крепкие, прикус ножницеобразный.
Корпус мощный, шея короткая, крепкая, без подвеса. Грудь широкая, рёбра выпуклые. Круп покатый, живот слегка подобран. Хвост загнут кольцом над крупом и является отличительным породным признаком. Конечности крепкие, лапы округлые, хорошо развитые, с плотными подушечками.
Шерсть (псовина) средней длины, густая, плотная по текстуре и маслянистая на ощупь. За исключением головы и ног, тело покрыто плотными завитушками, состоящими из жёстких пучков волос. Окрас как сплошной чёрный или коричневый, так и чёрно-белый или коричнево-белый.
Идеальная высота в холке кобелей — 59 см, сук — 55 см. Вес — от 25 до 32 кг.

## Темперамент, содержание и уход
Умная, воинственная и независимая собака, в которой сочетаются бурный темперамент, храбрость и осторожность. Хорошо обучается, но может быть упряма до полного отказа выполнять команды. Дружелюбна по отношению ко всем членам своей семьи и хорошо ладит с детьми, однако с подозрением относится к незнакомцам, что делает её хорошим сторожем и охранником.
Как охотничья собака, веттерхунд силён, азартен и бесстрашен, работает с полной отдачей, невзирая на плохую погоду; способен достать дичь в любом месте. Достаточно агрессивен, поэтому с раннего возраста нуждается в социализации и дисциплинирующей дрессировке.
Веттерхунд может стать хорошим компаньоном, этой собаке необходимы пространство, возможность плавать и каждодневные длительные активные прогулки, что делает её мало пригодной для содержания в городских условиях. Уход за шерстью сводится к регулярной чистке щёткой.